# Mr. Destiny
Mr. Destiny – Voll daneben ist eine US-amerikanische Filmkomödie aus dem Jahr 1990. Regie führte James Orr, der gemeinsam mit Jim Cruickshank das Drehbuch schrieb. Die Hauptrolle spielte James Belushi.

## Handlung
Larry Burrows beging als Teenager einen Fehler, der seiner High-School-Mannschaft während eines wichtigen Baseballspiels die Niederlage brachte. Seitdem gilt er in seiner Stadt als Verlierer. An seinem 35. Geburtstag ist er frustriert. Als sein Wagen eine Panne hat, geht er in eine Bar, wo er den Barmann Mike kennenlernt, dem er seine Sorgen erzählt. Mike serviert Larry ein Getränk, das ihn in eine alternative Realität versetzt. Dort machte er den Fehler nicht, die Mannschaft gewann.
Burrows ist kein kleiner Angestellter des Unternehmens mehr, sondern Vorstandsvorsitzender. Er ist mit Cindy Jo Bumpers, der Tochter des Besitzers Leo Hansen, verheiratet. Burrows verhindert den von einem unehrlichen Manager eingefädelten Verkauf des Unternehmens an eine Investorengruppe. In der Cafeteria trifft Burrows Ellen, mit der er in seinem eigentlichen Leben verheiratet ist. Sie kennt ihn kaum. Mike erzählt ihm, Ellen sei Anführerin der Gewerkschaft und hasse ihn als Unternehmenschef. Sie sei mit einem anderen Mann verheiratet. Larry lauert Ellen vor ihrem Haus auf und beobachtet, dass Ellen mit ihrem Mann Schluss macht.
Während der Verhandlungen der Unternehmensleitung mit der Gewerkschaft stimmt Burrows allen Gewerkschaftsforderungen zu – unter der Bedingung, dass Ellen einen Abend mit ihm verbringt, um die Details zu besprechen. Während des Essens erzählt er ihr die ganze Geschichte. Sie glaubt ihm erst, als er ihr erzählt, welche Musik im Radio lief, als sie ihren ersten Strafzettel bekam. Der unehrliche Manager ruft Cindy an, die das Treffen von Larry und Ellen beobachtet. Sie weint und bewegt ihren Vater dazu, Larry zu entlassen. Da sie Larry später aus dem gemeinsamen Haus wirft, fährt er in eine Wohnung, in der er sich mit seiner Geliebten traf. Dort wartet der unehrliche Manager auf ihn, der Burrows töten und einen Raubüberfall vortäuschen will.
Hansen fährt mit dem Kündigungsschreiben in dieselbe Wohnung, in der der Manager ihn irrtümlich tötet. Der später eingetroffene Burrows wird von der Polizei verhaftet. Als auf dem Parkplatz vor dem Gebäude seine Geliebte auf ihn schießt und die Polizisten sich ducken, flieht er. Er fährt in die Bar, um Mike zu bitten, den Tausch rückgängig zu machen. Die Bar ist leer. Als vor dem Gebäude ein Wagen mit Blaulicht anhält, will Burrows aufgeben. Es ist jedoch kein Polizeiwagen, sondern der am Filmanfang gerufene Abschleppwagen. Larry freut sich, dass er im alten Leben zurück sei. Der plötzlich aufgetauchte Mike wünscht ihm alles Gute. Burrows fährt zuerst ins Büro, wo er den Verkauf des Unternehmens an eine Scheinfirma verhindert. Danach fährt er nach Hause, wo ihn Ellen und zahlreiche Freunde erwarten. Als verspätete Partygäste kommen Cindy und ihr Ehemann, von dem Larry erfährt, dass er befördert wird.

## Kritiken
Roger Ebert schrieb in der Chicago Sun-Times vom 12. Oktober 1990, die Handlung sei „ausgeliehen“. Wie in der Erzählung A Christmas Carol erfahre ein Mann über die möglichen Alternativen zu seinem Leben, wobei ihn jemand begleite. James Belushi sei „sehr gut“ in der Rolle von Larry, seine Darstellung rette den „gedämpften“ Film jedoch nicht. Ebert lobte weiterhin die Darstellungen von Linda Hamilton, Rene Russo und Michael Caine.

„In deutlicher Anlehnung an Frank Capras Komödie Ist das Leben nicht schön?" (1947) gestaltete unterhaltsame Komödie um den ewigen Wert der Selbstbescheidung. Obwohl die hochkarätige Besetzung glanzvoll sprudelnde Komik bietet, bleibt der fade Nachgeschmack kleinbürgerlicher Moral-Propaganda."“

## Hintergrund
Die Dreharbeiten fanden in North Carolina statt. Die Produktionskosten betrugen schätzungsweise 20 Millionen US-Dollar. Der Film startete in den Kinos der USA am 12. Oktober 1990 und spielte dort ca. 15,38 Millionen US-Dollar ein.